# Phacelia brachyantha
Phacelia brachyantha là loài thực vật có hoa trong họ Mồ hôi. Loài này được Benth. miêu tả khoa học đầu tiên năm 1837.